# The dB's
The dB's são uma banda de power pop e jangle pop dos Estados Unidos, formada em 1978 pelos guitarristas Chris Stamey e Peter Holsapple. O crítico Mark Daming, do Allmusic, cita que "tocando afiadas e harmoniosas canções, com um toque de psicodelia e alguns complicados ângulos melódicos, o dB's foi a banda que preencheu a lacuna entre o power pop clássico dos anos 70 (representada por bandas como Big Star, Badfinger e The Scruffs) e as metálicas entonações de bandas pop da inteligente new wave americana, personificadas pelo R.E.M." Nunca, em sua errática trajetória, lançaram uma música proeminente para a parada musical; embora tenham feito poderosas canções de apelo pop, como "Dynamite" e "Big Brown Eyes" (de seu primeiro disco, Stands for Decibels), "Neverland" (de seu segundo disco, Repercussion) e "Love Is For Lovers" (presente na coletânea Poptopia! Power Pop Classics of The '80s e em seu terceiro disco, Like This, de 1984).

## História

### 1978-1979: Início, Chris Stamey and The dB's, primeiros trabalhos
De acordo com extensa biografia de onze páginas, contida no site oficial da banda, em 1977, um jovem Chris Stamey se muda do estado da Carolina do Norte para cursar a NYU (New York University), em Nova Iorque. Lá, ele se encontra com o guitarrista e vocalista do extinto Big Star, Alex Chilton, que o convida para tocar baixo em suas apresentações. Outra ajuda de Chilton foi com a produção do single de Stamey, contendo as músicas "The Summer Sun" / "Where the Fun Is", pela Ork Records. No final daquele ano, Chilton volta para Memphis, enquanto Chris Stamey trabalha em seu próximo lançamento com o guitarrista Richard Lloyd (do Television), a música "(I Thought) You Wanted to Know".
Em 1978, Chris Stamey convida o baterista Will Rigby e o baixista Gene Holder, antigos amigos de sua cidade natal, Winston-Salem, para atuar na seção rítmica em alguns shows. Ele resolve nomear o trio como Chris Stamey and the dB’s, numa referência a "bateria e baixo", mas também podendo ser a abreviatura de decibéis. O primeiro registro gravado como Chris Stamey and the dB’s foi a música "If and When", resultante de uma rápida sessão e que se tornaria o lado B do single de "(I Thought) You Wanted to Know", já citada. O selo desta gravação foi criado pelo próprio Stamey, a Car Records. Em junho do mesmo ano fazem sua primeira apresentação no Max’s Kansas City, além de agendarem mais alguns shows em Nova Iorque e na Filadélfia.
Enquanto isso, em Chapel Hill, Peter Holsapple dissolvia o grupo The H-Bombs (que incluía o futuro líder da banda Let's Active, Mitch Easter). Peter se mudara para Memphis no mesmo período em que Chris iniciava o dB's, indo para Nova Iorque em outubro, após um convite para uma audição no órgão (o modelo sendo a banda Elvis Costello and The Attractions) e guitarra com Chris Stamey and The dB's. O primeiro show com a formação completa foi no Irving Plaza, no último fim de semana de outubro, em uma turnê com The Fleshtones e outros.
No início, não estava claro se Peter Holsapple participaria efetivamente. Houve, inicialmente, um acordo para uma gravação em separado para Peter e outra para Chris e os dB's, proveniente da Ork Records e Warner Brothers. A gravação começou no final de 1978, no SoHo. Alan Betrock foi coprodutor com Chris, mas, no momento em que as primeiras músicas haviam sido finalizadas, o projeto faliu. Um espaço de ensaios foi emprestado para a banda na parte de trás do escritório da New York Rocker. Então gravaram várias demos, que só apareceriam no disco, coletânea, de 1993, Ride The Wild Tom-Tom. O primeiro show fora da região de Nova Iorque e Filadélfia foi no Philosopher's Club, em sua cidade natal de Winston-Salem, no final de 1978. Uma sucessão de shows ocorreram em diversos clubes, festivais, festas e eventos, em diversas datas, até que, em 1979, resolveram encurtar o nome da banda apenas para The dB's. De acordo com a página 3 de sua biografia oficial, eles passaram a "dedicar um tempo mais ou menos igual às canções de Chris e Peter. Este último gradualmente começou a tocar mais guitarra e menos órgão no grupo". As apresentações daquele período mostravam uma banda com equipamentos avariados e fora da imagem e do som comerciais; mesmo assim, tentando buscar um contrato com gravadoras, sem possuir empresários ou produtores para tal tarefa.

### 1980-1982: Shake Records, Albion Records, saída de Chris Stamey
Mudam-se, em 1980, para um prédio na 8th Avenue, tornando-se uma das primeiras, dentre dezenas de bandas, que ocuparam um espaço de ensaios neste edifício (o The Music Building). Este continuará a ser o seu lugar até 1987. A biografia (página 4) cita também sua primeira turnê por todo o país, feita através de um pacote de viagem, sendo "um caso complicado, com shows espalhados por todo o mapa dos EUA, ditados pelo pacote"..."tudo que você quer visitar por um mês e por uma taxa fixa. O itinerário teve que ser reservado com antecedência e a maioria das viagens exigiu uma escala em Atlanta". Outra peculiaridade foi a inclusão da banda de Lydia Lunch, 8-Eyed Spy, no mesmo pacote de viagens, o que, deste modo, fez o The dB's voar com os nomes de membros da banda de Lydia. George Scott, baixista do 8-Eyed Spy, morreu em Nova Iorque de uma overdose de heroína. Isso enquanto o dB's usava um bilhete em seu nome (Stands for Decibels sendo dedicado a ele). Outra restrição do pacote de viagens é que não se podia visitar uma cidade duas vezes, de modo que o The dB's só poderia tocar em cidades cuja outra banda não tivesse visitado. No entanto, São Francisco, Minneapolis, Milwaukee, Atlanta, Athens e Washington viram o dB's pela primeira vez.
1980 ainda vê o lançamento do single "Black and White" / "Soul Kiss" pelo selo Shake Records, de propriedade de Alan Betrock; a primeira resultante das sessões da gravação do primeiro disco e a segunda em sessão separada. Elogios foram recebidos da imprensa musical e os seguidores da banda foram se avolumando. O contrato que tanto esperavam para um LP partiu do outro lado do Atlântico, através da gravadora londrina Albion Records. No segundo semestre daquele ano, o álbum já estava quase completo e já tinham um manager, Bob Singerman. Após a assinatura do contrato, Chris Stamey e Gene Holder vão até Londres para mixar o álbum, além de finalizá-lo em outras sessões de mixagem nos estúdios Power Station em Nova York, com engenharia de Scott Litt, e num estúdio pertencente à Mitch Easter, nos arredores de Winston-Salem. Em janeiro de 1981 sai o seu debut, Stands for Decibels, que fora lançado simultaneamente no Reino Unido, CEE, Japão e Austrália. As primeiras apresentações foram no Reino Unido, tocando em clubes e universidades em Guilford, Manchester, Edimburgo, Leeds, Oxford, Liverpool, Birmingham, Brighton, e vários locais em Londres (incluindo o lendário Marquee Club). Esta turnê teve o som limpo de microfonia, com luzes, técnicos e tripulação viajando junto com a banda. Mitch Easter veio na viagem como sonoplasta, acrescentando ruídos de insetos e outros efeitos sonoros nas pausas dos shows. A banda de abertura foi os RayBeats. Houve também uma aparição no programa televisionado The Old Grey Whistle Test, onde tocaram "Big Brown Eyes", "Ph Factor" e "Cycles Per Second". A biografia no Allmusic comenta que a banda gravou algumas músicas ao vivo para o lançamento de um LP promocional, lançado pela Stiff Records, com o título de Start Swimming. No mesmo álbum participaram as bandas The Fleshtones, The Bongos, The RayBeats e Bush Tetras.
Aproveitaram então a visibilidade para gravar um single novo, "Judy", no estúdio de Nick Lowe e com Roger Bechirian como produtor. As próximas datas foram em Amsterdan e Estocolmo, onde Stands for Decibels passou uma semana no top 20. Quando voltaram, a Albion Records havia gravado uma nova mixagem de "Judy", que não os agradou, o que os fez dispensar Bechirian. Agora a Albion colocava pressão máxima para alavancar as vendas do single, mas a própria biografia diz que "não aconteceu muita coisa".
Depois de passar várias semanas no exterior, o dB's voltou a Nova Iorque como uma banda de clubes. O trabalho começou, quase imediatamente, na montagem das canções para o próximo álbum, Repercussion, que a gravadora estava ansiosa para ter o mais rápido possível. Scott Litt foi escolhido como produtor e o conceito original foi de gravá-lo, todo, no Power Station. Em maio de 1981 gravam "Ask for Jill" e "Ph Factor" no estúdio citado. A decisão da Albion era gravar tudo na Inglaterra, de onde poderiam vigiar de perto a banda e também porque acharam que, com isso, as despesas seriam menores. Acabaram locando os estúdios Ramport, no sul de Londres. Durante seis semanas a banda e Litt moraram num apartamento em Kensington. Repercussion foi mixado no Air Studios, de George Martin, com Steve Churchyard fazendo grande parte do trabalho de mixagem. Algumas cópias foram prensadas em 1981, mas a data de lançamento oficial de Repercussion no Reino Unido e na Europa foi o início de 1982. A gravadora encomendou a Malcolm Garrett para projetar uma nova capa e sequenciar o álbum a seu gosto, tudo sem a presença do dB's. A Albion tinha interesse que a banda estourasse no Reino Unido e conseguiu para o dB's o número de abertura em uma turnê de Dave Edmunds, do Rockpile, pela Grã-Bretanha. Partiram em turnê com Edmunds no início de março e visitaram de dez a doze cidades no período, além de Cardiff, Amsterdan e Oslo, antes de voltarem à Nova Iorque. Chris tinha, neste ponto, pensando em deixar a banda por um tempo, e, no início de abril, em um show no Ritz, em Nova Iorque, anunciou que era sua última apresentação com eles. Além disso, tornou-se claro que a banda não estava tendo sucesso com a gravadora. A falta de interesse em licenciar os álbuns nos EUA não significava apenas que eram disponíveis somente como importados, mas que o interesse das rádios, por lá, mostrava-se extremamente improvável. Albion logo dispensou o The dB's. O ano de 1982 progride com relativa inatividade, embora novas músicas continuassem sendo remodeladas. Peter começou uma série de shows acústicos, Gene estava envolvido com a produção de outros artistas e Chris lançou seu primeiro álbum solo, It's A Wonderful Life, com novas versões de algumas músicas do dB's.

### 1983-1986: Bearsville Records
Em 1983, Water Williams, um diretor de filmes norte-americano e amigo do manager Jim Ford, se ofereceu para fazer um vídeo da música "Amplifier", do disco de 1982. Isso foi nos primeiros dias da MTV e, apesar da falta de financiamento, o produto final foi profissional. A existência deste vídeo é a razão para que a música novamente fosse incluída no próximo álbum, Like This. Um contrato de gravação com a Bearsville Records foi assinado na segunda metade do ano. Chris Butler foi escolhido como produtor. Os ensaios começaram no meio de 1983 e duraram até o início de 1984 no Bearsville Studio. Gene tocou baixo enquanto as guitarras recebiam overdubs. Chris Butler e o engenheiro de som, Michael Frondelli, gravaram o material de Like This, porém as mixagens foram consideradas insatisfatórias pela Bearsville. Agendaram novas sessões com Todd Rundgren, sem resultados; o que acabou fazendo com que Gene Holder e o gerente do estúdio e engenheiro-chefe, Mark McKenna, mixassem as músicas. O design da capa, em cor verde, foi de Phil Marino.
Depois que o álbum foi gravado e mixado, as audições para um novo baixista foram realizadas na primavera de 1984. Escolheram Rick Wagner no verão de 1984. Uma turnê bastante longa ocorre na costa leste dos EUA para aprimorar a instrumentação e passar as músicas. Após uma longa espera (e dúvidas sobre sua distribuição pela Warner Brothers), Like This é lançado em setembro. As rádios universitárias são as primeiras a demonstrar o sucesso do disco. No entanto, a falta de apoio por parte da Warner Brothers fez com que outros mercados não fossem susceptíveis de ser conquistados. Uma viagem breve pela costa oeste, no final do outono, foi recebida com total indiferença (e falta de promoção) por parte da gravadora. O dB's lançara um álbum no final da relação comercial entre a Bearsville Records / Warner Brothers, e sua força nas rádios foi abalada pelo fato de que a grande empresa não tinha mais qualquer vínculo com a Bearsville Records, que possuía as fitas master de Like This.
O vídeo de "Amplifier" (gravado por Water Williams) foi para a MTV, mas as cenas sobre suicídio, contidas no vídeo, não o tornaram popular para ser divulgado pelo canal. Cópias promocionais de um remix estendido de "A Spy In The House of Love" (também incluindo "Amplifier") foram enviadas para as rádios, sem sucesso perceptível. Naquele momento, Chicago foi onde mais tiveram êxito. Enquanto 1984 acabava, a banda estava em processo de retirar-se do envolvimento contratual com Bob Singerman. O último show foi no Irving Plaza, com Alex Chilton na abertura, juntando o The dB’s para cantar seu som do Big Star, "Jesus Christ". Rick Wagner deixou a banda após este show. A primeira tarefa para 1985 foi a de encontrar um novo baixista. O novo manager, Jim Ford, sugeriu Jeff Beninato, de Nova Orleans, que foi contratado e permaneceu com a banda para o resto da década.
O próximo passo do dB's foi uma turnê com o Let's Active e o Chris Stamey Group, de seu antigo integrante. O ponto alto foi o show em Winston-Salem, no Reynolds Auditorium, localizado ao lado da escola de mesmo nome, a partir da qual sete membros das bandas citadas tinham se formado. Na primavera de 1985, a banda abriu alguns shows para o Lone Justice, cujo primeiro álbum acabara de ser lançado nos Estados Unidos. Então o dB's recebe o convite de Chris Stamey para a gravação de um álbum intitulado Christmas Time, resultante de um contrato comercial de patrocínio pela cerveja Miller. Este álbum saiu em 1985 pela Coyote Records.
Em meados de 1985, Gene Holder se envolve com outra banda, os Wygals. Isso foi quando o dB's apenas fazia algumas demos e shows e Peter continuava a fazer seus shows solo. Então, no início de 1986, Albert Grossman, o dono da Bearsville Records, morreu de ataque cardíaco em um voo transatlântico. Ele não deixou um testamento. Isso gerou uma situação na qual o dB’s estava vinculado a um rótulo inativo, cujo dono tinha falecido e não deixara nenhuma outra pessoa que pudesse tomar as decisões em seu nome.

### 1987-1988: I.R.S. Records, fim
Durante a maior parte de 1986, a banda não poderia ganhar dinheiro com a venda de discos; porém a I.R.S. Records estava interessada em contratá-los. Na primavera de 1987, as sessões de gravação para o álbum The Sound of Music (pela I.R.S. Records) se iniciaram no Quadrasonic Studio, com a produção de Greg Edward. Gene Holder havia deixado claro que, após as gravações, deixaria a banda para juntar-se aos Wygals. A separação foi amigável, e os Wygals chegaram, inclusive, a abrir alguns shows para o The dB's. As sessões tiveram a ajuda de outros músicos. Syd Straw chegou a cantar um dueto com Peter Holsapple, em "Never Before and Never Again". Jeremy Smith acrescentou trompa na música "Looked at The Sun Too Long" e Eric Ambel acrescentou guitarra havaiana na música "Home For The Holidays". Pela primeira vez gravaram uma cover, "Feel Alright", da banda Cargoe. Esta versão apareceu no CD, mas não no vinil.
Peter Holsapple se muda de Nova Iorque para Los Angeles, onde ocorreram as sessões de mixagem do álbum, em junho, precedidas pela busca de mais alguns músicos para a inclusão de órgão, piano e sintetizador, com Benmont Tench e Van Dyke Parks. Com a decisão de Peter mudar-se, Jeff Beninato volta para Nova Orleans e Will Rigby permanece em Nova Iorque. Decidiram ensaiar em Nova Orleans para arrumar um substituto para Gene Holder. A decisão agora era contratar Eddie Muñoz para a guitarra e Harold Kelt para os teclados. Todos iniciaram os ensaios em julho e fizeram um show na cidade, porém apenas Harold Kelt foi contratado para tocar teclados e guitarra.
The Sound of Music é lançado em agosto de 1987. No mês seguinte, já estavam em turnê pela costa leste. O primeiro single para as rádios foi "I Lie". Porém a I.R.S. Records também possuía o catálogo do R.E.M. e seu quinto disco, Document, estava tomando toda a atenção por parte da gravadora, o que fez com que The Sound of Music ficasse, temporariamente, fora de catálogo (enquanto a banda o estava divulgando). Após sete semanas tocando em faculdades e clubes, a banda se juntou ao R.E.M. no final do ano. Mesmo assim as plateias permaneceram, em grande parte, indiferentes. Estavam na estrada desde o início de setembro e exaustos de viajar num veículo pequeno. Peter e Will também perceberam que estavam descontentes com a escolha por Harold Kelt, que acabou os deixando.
Depois de uma semana de folga, em dezembro de 1987, os ensaios foram novamente marcados em Nova Orleans. Agora visavam contratar o guitarrista Eric Peterson. Partiram em janeiro de 1988 para Londres e excursionaram por um mês em outros países da Europa. Alex Chilton dividiu o palco em dois shows na França. De volta aos Estados Unidos, fizeram mais alguns shows, abrindo para o Squeeze e, em maio, realizam um show beneficente com sua formação antiga (Chris / Peter / Gene / Will), pela última vez (desde 1982). O show acabou abruptamente, porque o horário já havia passado do ponto, desligando-se os amplificadores. Em julho a banda vai para Nova Orleans para preparar algumas demos. Dois shows foram marcados, em Nova Orleans e Biloxi. O show em Biloxi, no palco à beira-mar de um restaurante de frutos do mar, se destacou como um show bastante inglório para todos.
Vivendo tão distante um do outro, decepcionados com suas vendas através da I.R.S. e com anos de energia investidos para pouco retorno, a banda resolveu colocar fim às suas atividades. Peter, posteriormente, foi contratado pelo R.E.M. para tocar os instrumentos adicionais em sua turnê do álbum Green. No ano de 1989, os dois primeiros álbuns do grupo, Stands for Decibels e Repercussion (ambos com Stamey), foram lançados em CD pela primeira vez nos EUA através da I.R.S.

### Década de 90, anos 2000: Coletâneas, relançamentos, tributo, retorno
Em 1991, Chris Stamey e Peter Holsapple se reúnem para a gravação de um álbum. Embora Gene Holder tocasse nele, não era uma gravação clássica do dB's e foi intitulado como Mavericks. De acordo com o crítico Jeff Montgomery (na página INK19) o disco foi relançado, com seis faixas bônus, em 2008.
Em 1993 e 1994, respectivamente, de acordo com a biografia na página oficial, foram lançados mais dois registros da banda The dB's; os álbuns Ride the Wild Tom-Tom (que consiste, principalmente, de demos – e algumas faixas de singles - do período 1978-1982) e Paris Avenue (contendo as demos de seu período final). Cinco anos após (1999) a gravadora alemã Line Records lança a coletânea Neverland, contendo os dois primeiros álbuns do grupo e algumas músicas extra, como "Judy".
Em 2001 a Collectors’ Choice também lança os dois primeiros álbuns em CD. Numa edição especial e para o mercado norte-americano. No ano de 2005, segundo resenha do Allmusic (por Jason MacNeil), é lançado o tributo Stand-Ins for deciBels: A Tribute to the dB's. Para 2009 a dupla Chris Stamey e Peter Holsapple lança o álbum em colaboração hERE aND nOW.
Em 2012 a página Schedule registra o retorno da banda em sua linha original, com Chris Stamey, Peter Holsapple, Gene Holder e Will Rigby. De acordo com a biografia no Allmusic, o grupo se reunira em 2005 para tocar ao vivo em Chicago e Hoboken (e em concertos ocasionais por outras cidades). No mesmo ano de 2005, a página oficial comenta sobre a gravação do single de "What Becomes of The Broken Hearted", uma versão cover do clássico da Motown por Jimmy Ruffin, lançada em 1966. O single foi posto à venda em ajuda aos músicos vítimas do furacão Katrina. A página do Chicago Tribune cita o lançamento do novo álbum, Falling Off The Sky, lançado no meio do ano de 2012 pela Bar/None Records, que comenta, em sua página, que o novo álbum, produzido pela banda e com produção adicional de Mitch Easter e Scott Litt, encontra o quarteto seminal reenergizado e inspirado, oferecendo uma dúzia de novas canções originais que se comparam à melhor e mais influente música do grupo.

## Discografia

### Álbuns
- Stands for Decibels (1981) - Albion Records
- Repercussion (1982) - Albion Records
- Like This (1984) – Bearsville Records
- The Sound of Music (1987) – I.R.S. Records
- Stands for Decibels/Repercussion (2001) - Collectors' Choice Music, EUA - reunião do 1º e 2º álbuns em um CD
- Falling Off The Sky (2012) - Bar/None Records

### Coletâneas
- Ride the Wild Tom-Tom (1993) – Rhino Records
- Paris Avenue (1994) – Monkey Hill Records
- Neverland (1999) – Line Records

### Singles 7"
- "(I Thought) You Wanted To Know" / "If And When" (1978) - Car Records - Lançado como Chris Stamey and the dB’s
- "Black And White" / "Soul Kiss, Part One", "Soul Kiss, Part Two" (1980) - Shake Records
- "Dynamite" / "The Fight" (1981) - Albion Records
- "Big Brown Eyes" / "Baby Talk" (1981) - Albion Records
- "Judy" / "Cycles Per Second" (1981) - Albion Records
- "Amplifier", "Ask For Jill" / "Ups And Downs", "We Were Happy There" (1981) - Albion Records (7" EP)
- "Neverland" / "PH Factor" (1982) - Albion Records
- "Living A Lie" / "In Spain" (1982) - Albion Records
- "Love Is For Lovers" / "Darby Hall" (1984) - Bearsville Records
- "I Lie" (versão editada) / "Sharon" (1987) – I.R.S. Records
- "Picture Sleeve" / "Write Back" (2011) – Orange Sound

### Tributo
- Stand-Ins for deciBels: A Tribute to the dB's (2005) - Paisley Pop Label